# イゴール・テルオバネシアン
イゴール・テルオバネシアン (ロシア語: И́горь Ара́мович Тер-Ованеся́н、1938年5月19日-)は、ソビエト連邦の男子陸上競技選手。アメリカ合衆国のラルフ・ボストンとともに1960年代を代表する走幅跳の選手で、2度の世界記録を樹立。オリンピックには1956年から5大会連続して出場し、2つの銅メダルを獲得した選手である。

## 主な実績
| 年   | 大会                 | 場所                           | 種目   | 結果 | 記録  |
| ---- | -------------------- | ------------------------------ | ------ | ---- | ----- |
| 1958 | ヨーロッパ陸上選手権 | ストックホルム（スウェーデン） | 走幅跳 | 1位  | 7.81m |
| 1960 | オリンピック         | ローマ（イタリア）             | 走幅跳 | 3位  | 8.04m |
| 1961 | ユニバーシアード     | ソフィア（ブルガリア）         | 走幅跳 | 1位  | 7.90m |
| 1962 | ヨーロッパ陸上選手権 | ベオグラード（ユーゴスラビア） | 走幅跳 | 1位  | 8.19m |
| 1963 | ユニバーシアード     | ポルトアレグレ（ブラジル）     | 走幅跳 | 1位  | 7.95m |
| 1964 | オリンピック         | 東京（日本）                   | 走幅跳 | 3位  | 7.99m |
| 1965 | ユニバーシアード     | ブダペスト（ハンガリー）       | 走幅跳 | 1位  | 8.19m |
| 1966 | ヨーロッパ陸上選手権 | ブダペスト（ハンガリー）       | 走幅跳 | 2位  | 7.88m |
| 1968 | オリンピック         | メキシコシティ（メキシコ）     | 走幅跳 | 4位  | 8.12m |
| 1969 | ヨーロッパ陸上選手権 | アテネ（ギリシャ）             | 走幅跳 | 1位  | 8.17m |
| 1971 | ヨーロッパ陸上選手権 | ヘルシンキ（フィンランド）     | 走幅跳 | 2位  | 7.91m |

## 世界記録
- 1962年6月10日　8.31m （エレバン・ソ連）
- 1967年10月19日　8.35m （メキシコシティ・メキシコ）